# Pseudotocinclus tietensis
Pseudotocinclus tietensis és una espècie de peix de la família dels loricàrids i de l'ordre dels siluriformes.

## Morfologia
- Els mascles poden assolir 6 cm de longitud total.[4][5]

## Hàbitat
És un peix d'aigua dolça i de clima tropical.

## Distribució geogràfica
Es troba a Sud-amèrica: és una espècie de peix endèmica de les capçaleres del riu Tietê a Paranapiacaba (estat de São Paulo, Brasil).